# Collix foraminata
Collix foraminata là một loài bướm đêm trong họ Geometridae.